# Maerten de Vos

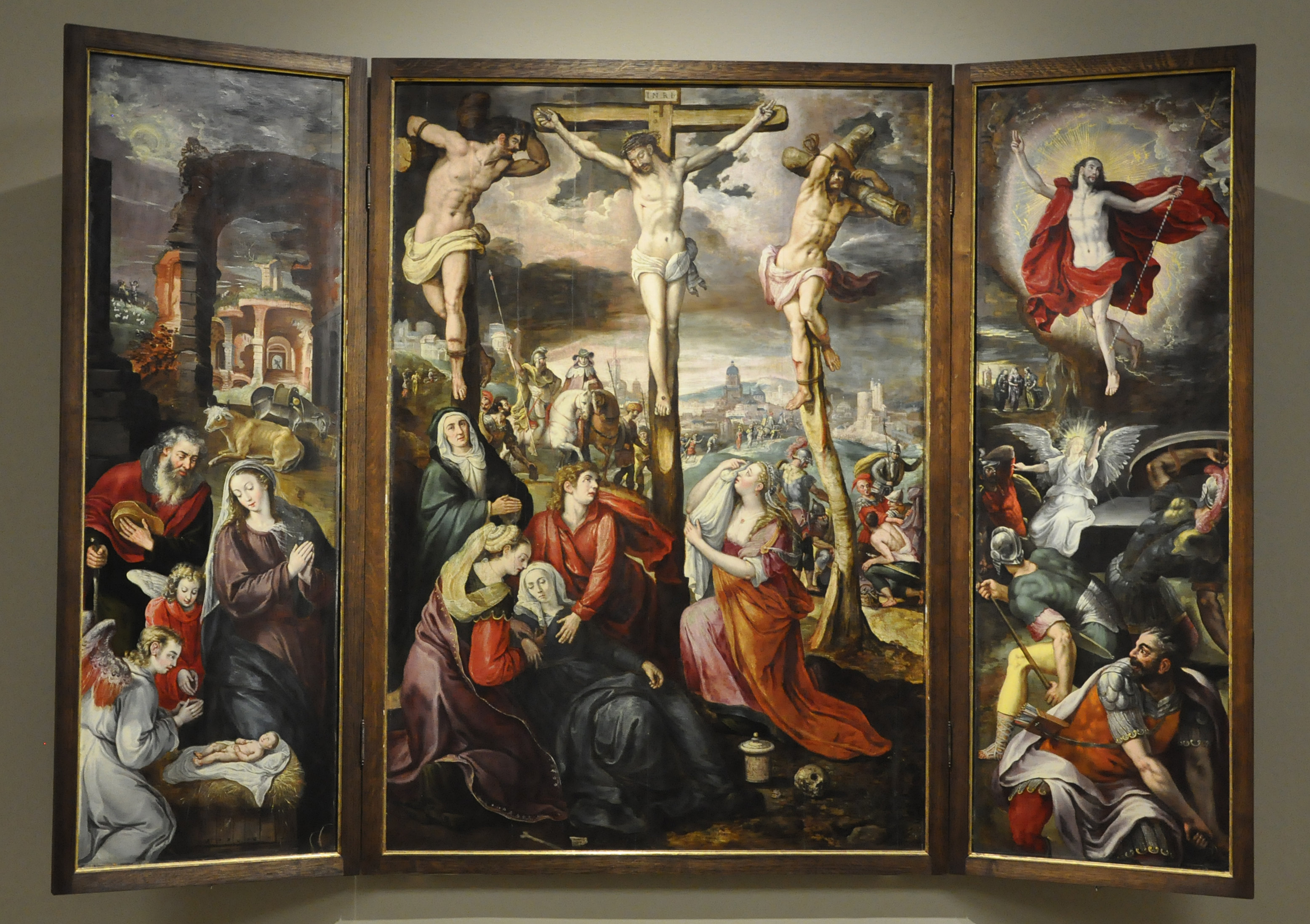
Drieluik met kruisiging, geboorte en verrijzenis van Christus - Museum Kunstpalast

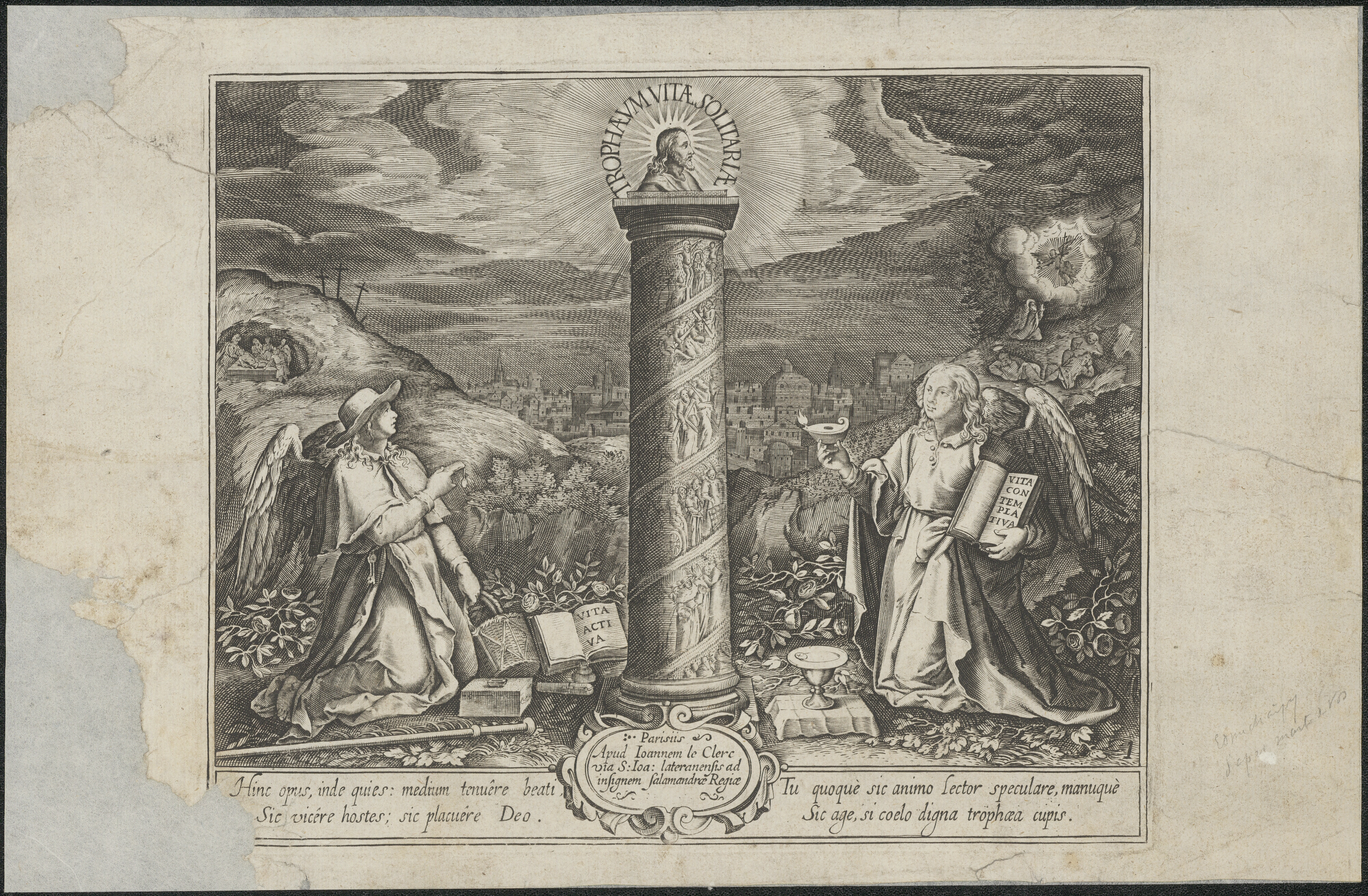
Prent gemaakt door Maerten de Vos. Vervaardigd in de zestiende eeuw.

Maerten de Vos, variaties Ma(a)rten (1531 of 1532 – 3 december 1603) was een Zuid-Nederlandse kunstschilder.

## Biografie
Net als zijn leermeester Frans Floris verbleef ook Maerten de Vos enige jaren in Italië, wat in zijn stijl en kleurgebruik merkbaar is. In Rome verbleef hij vanaf ca 1552.
Hij was in Antwerpen een van de favoriete schilders voor de herinrichting van de kerken na de Beeldenstorm. Zijn werk vertoont de invloed van Jacopo Tintoretto.

## Schilderijen
Werken van Maerten de Vos hangen onder andere in de Biblioteca Apostolica Vaticana, de Kathedraal van Antwerpen, de Abdij van Grimbergen en het Koninklijk Museum voor Schone Kunsten Antwerpen.

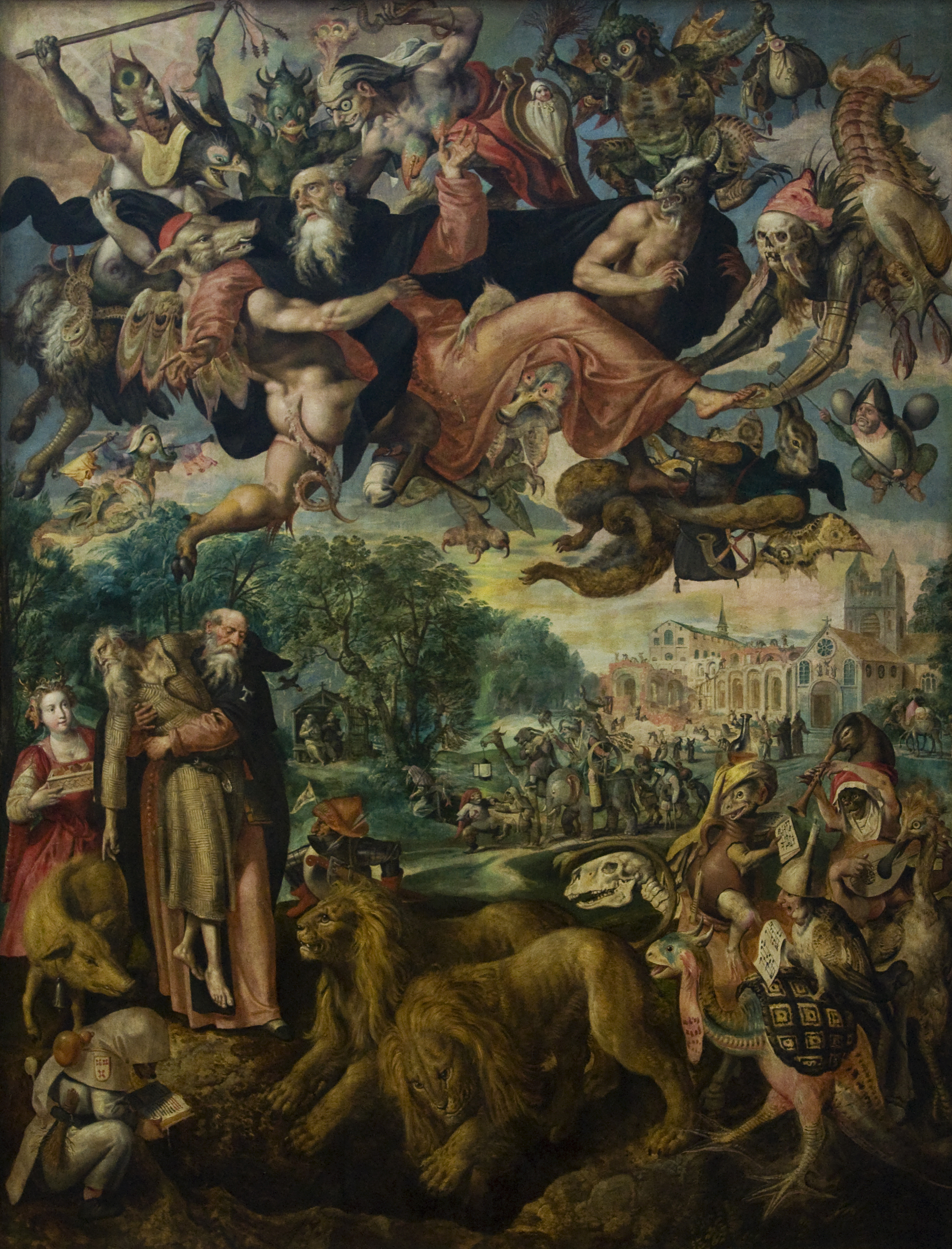
Verzoeking van de heilige Antonius, (KMSK Antwerpen)
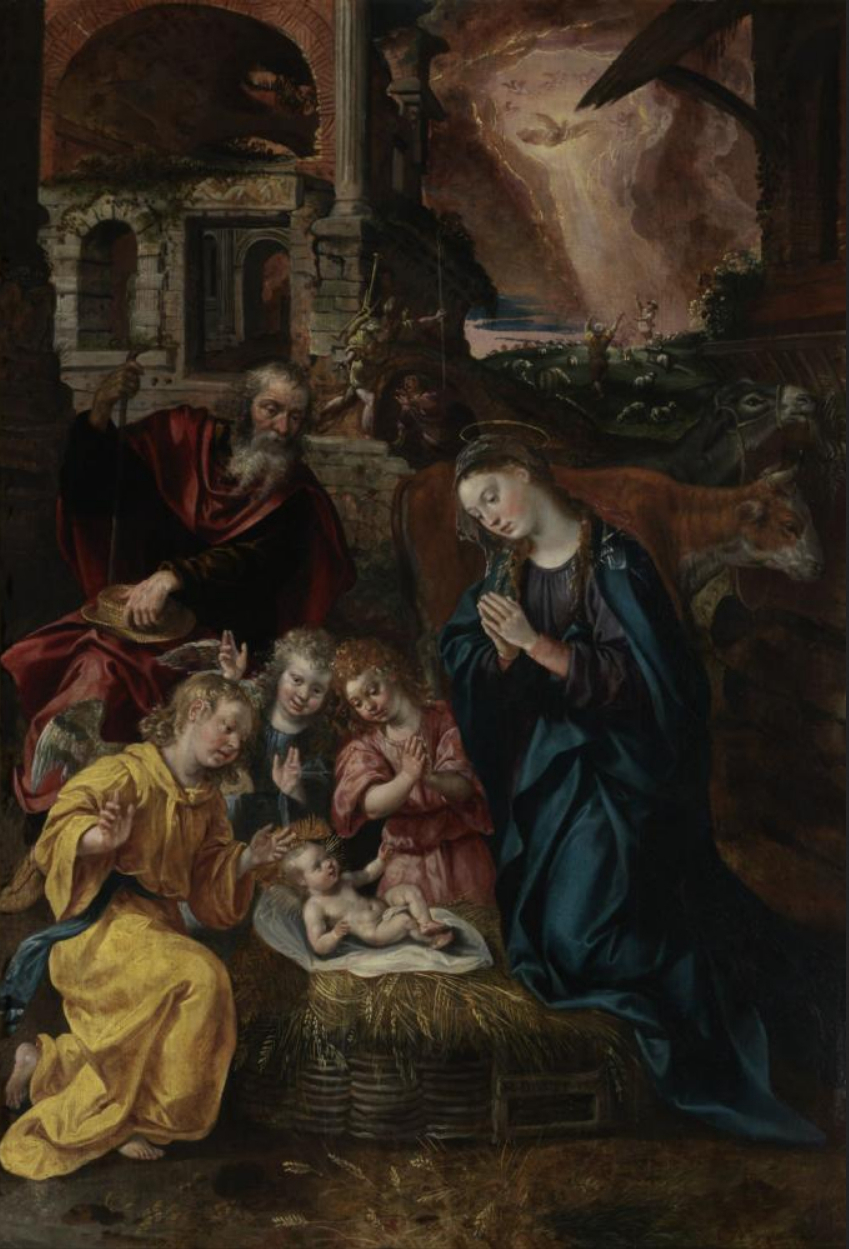
Geboorte van Jezus, 1577, (kathedraal van Antwerpen)
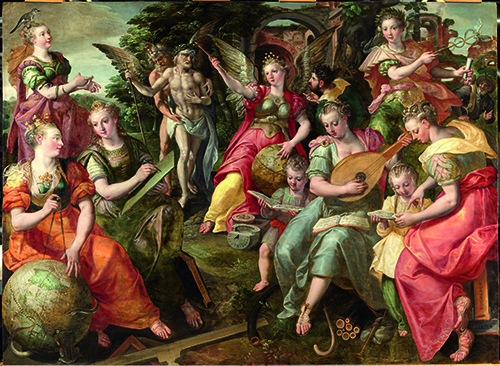
Allegorie van de zeven vrije kunsten, uit de collectie van The Phoebus Foundation
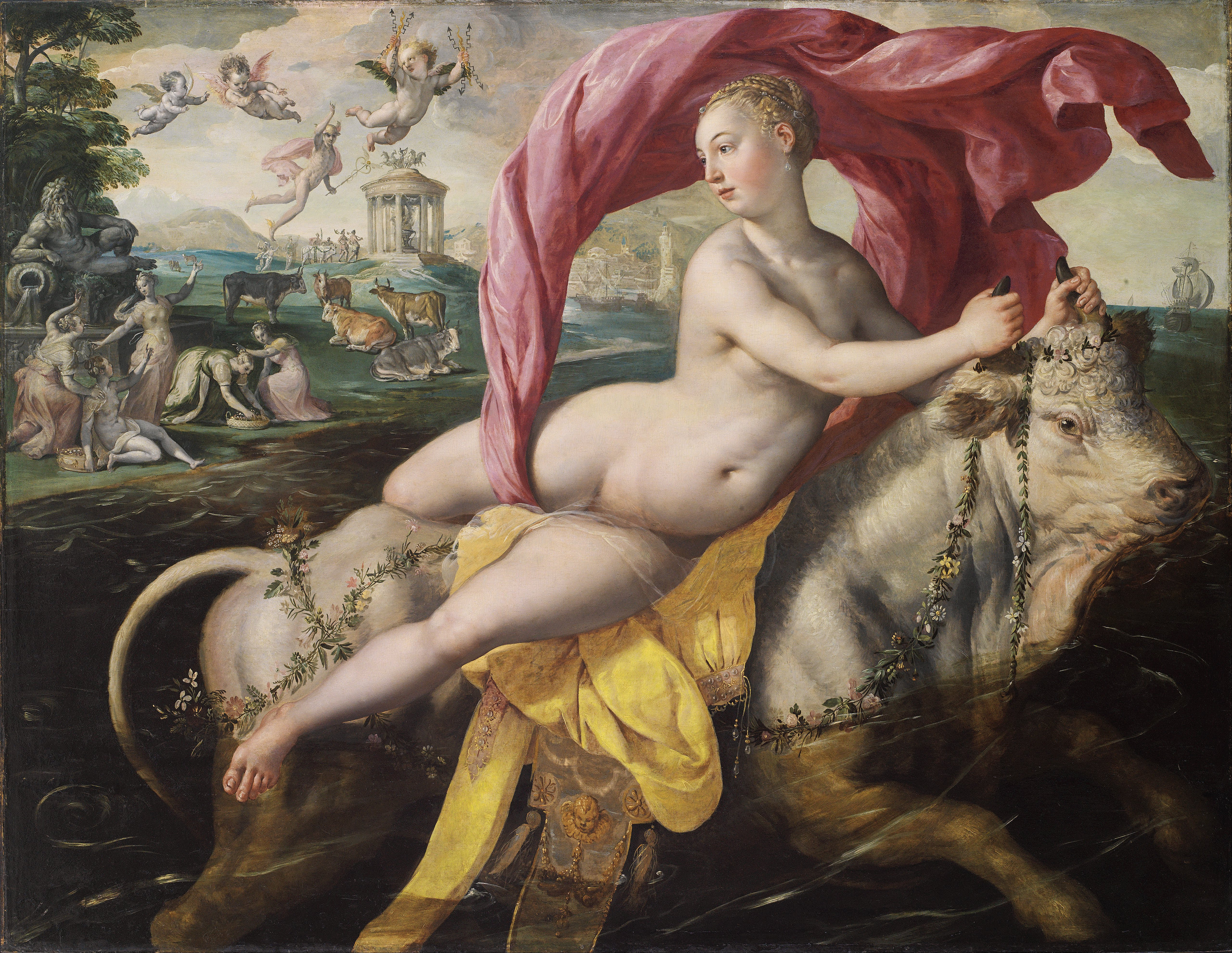
De ontvoering van Europa - Google Art Project
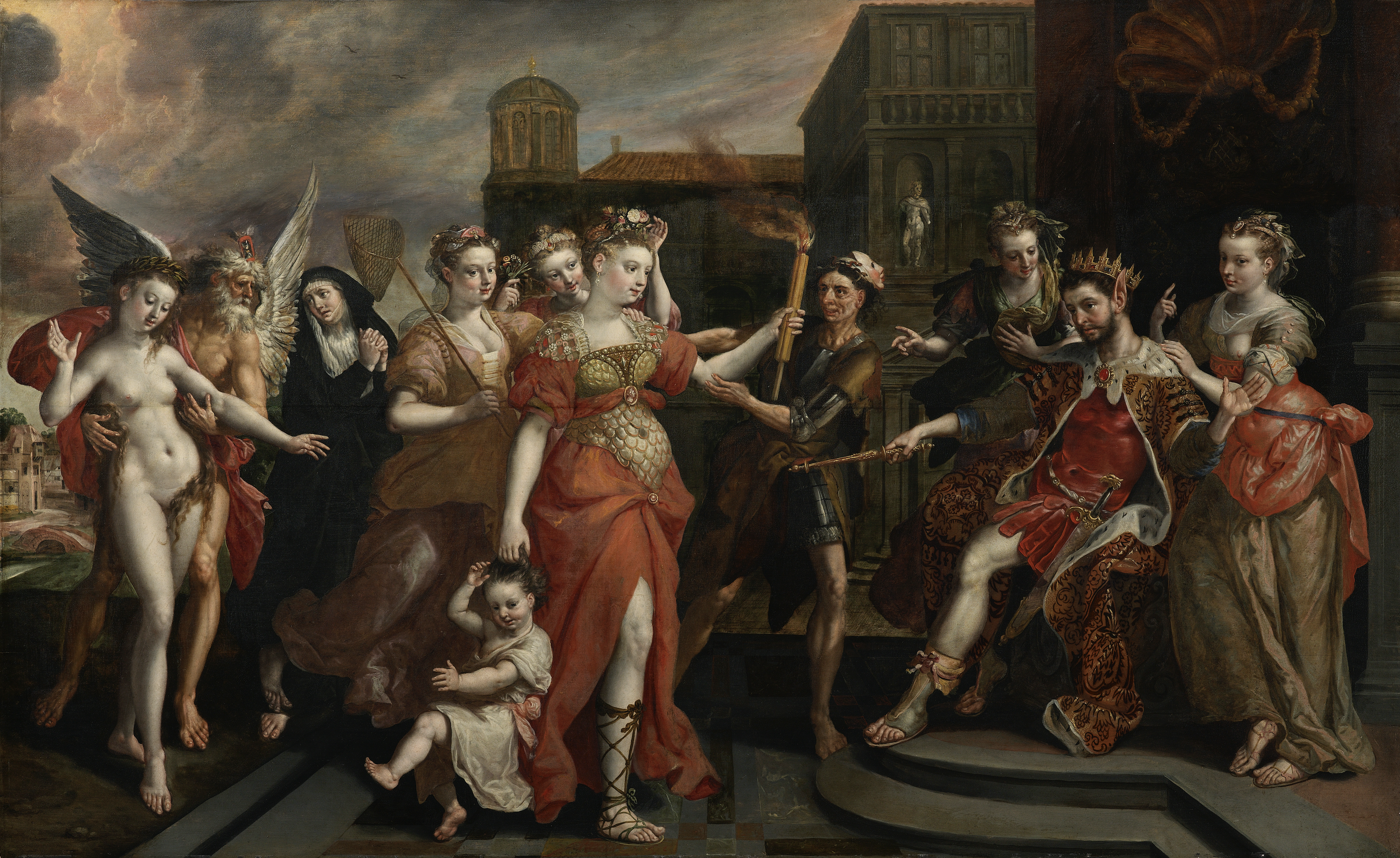
Calumny of Apelles, circa 1594
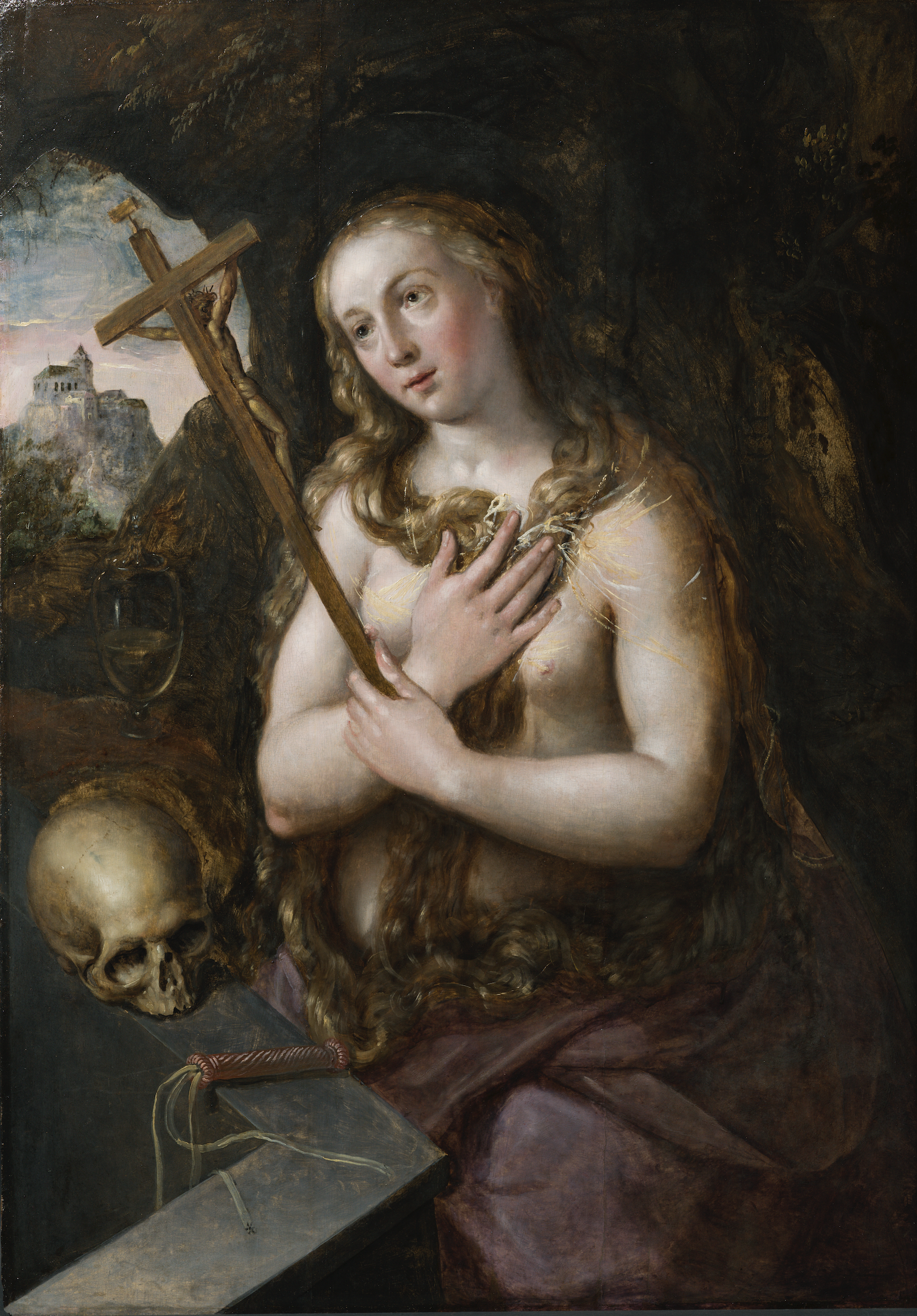
Boetvaardige Magdalena
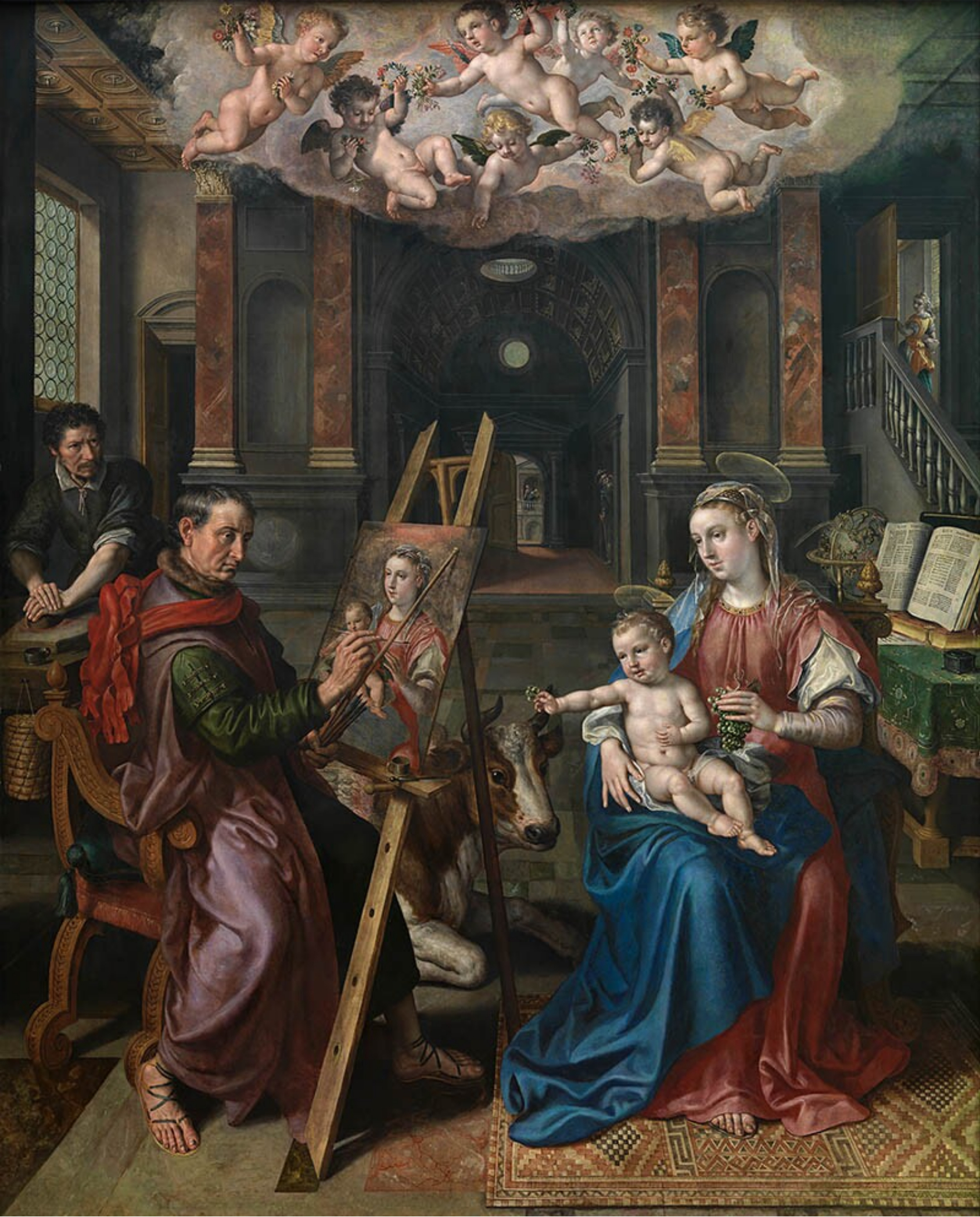
Heilige Lucas schildert de Madonna
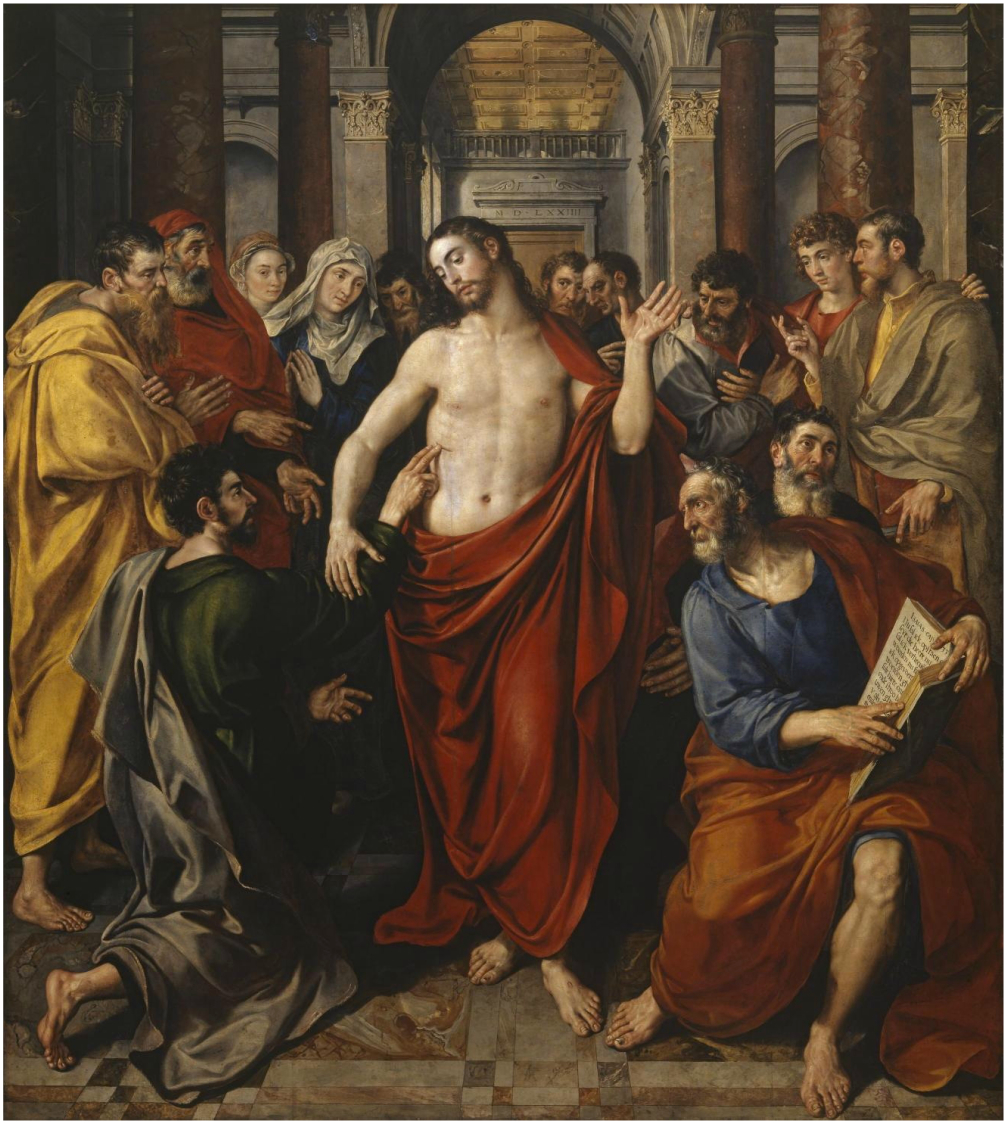
De ongelovige Thomas
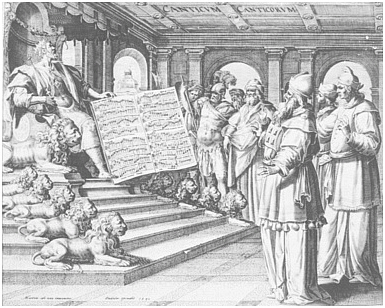
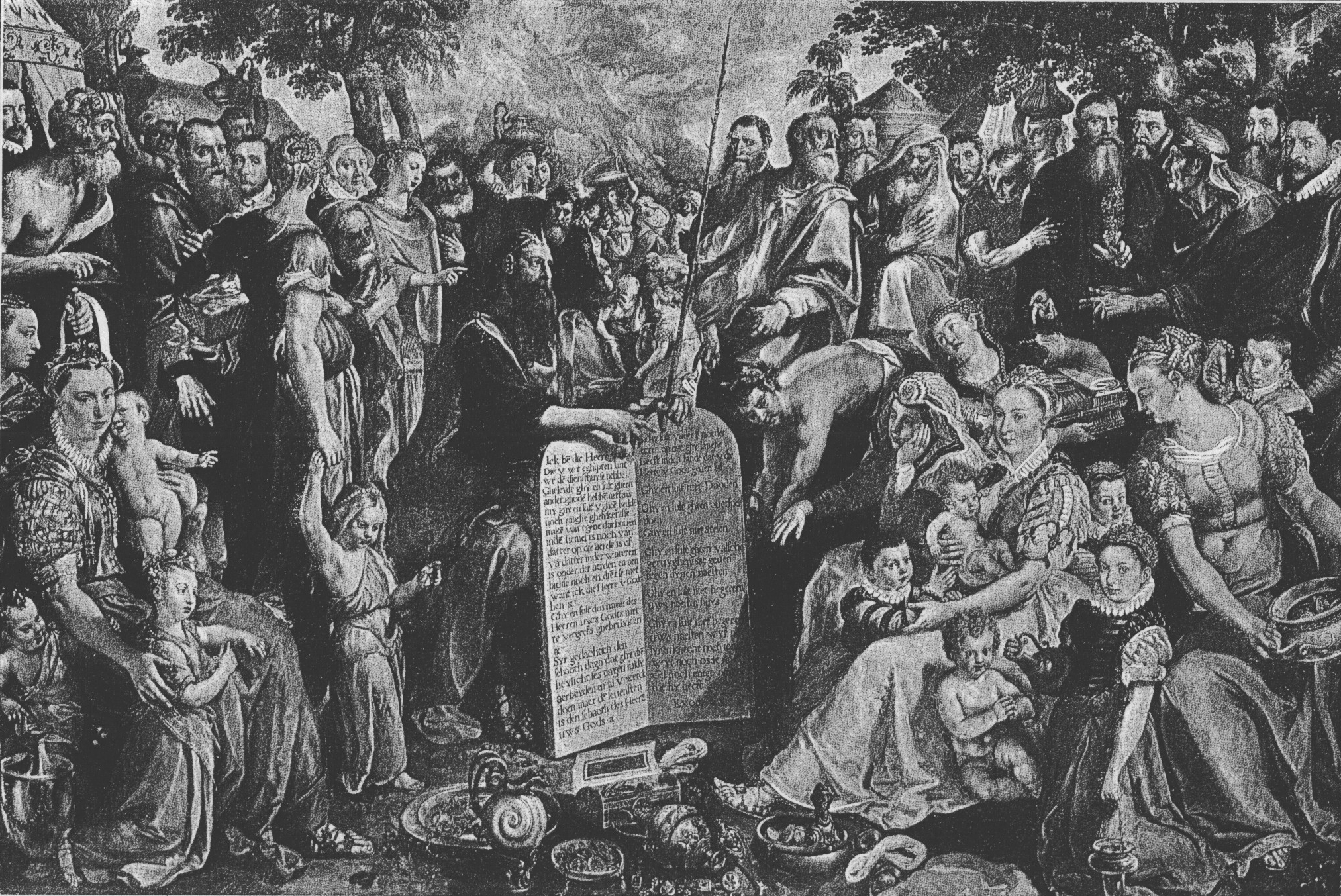

## Tekeningen

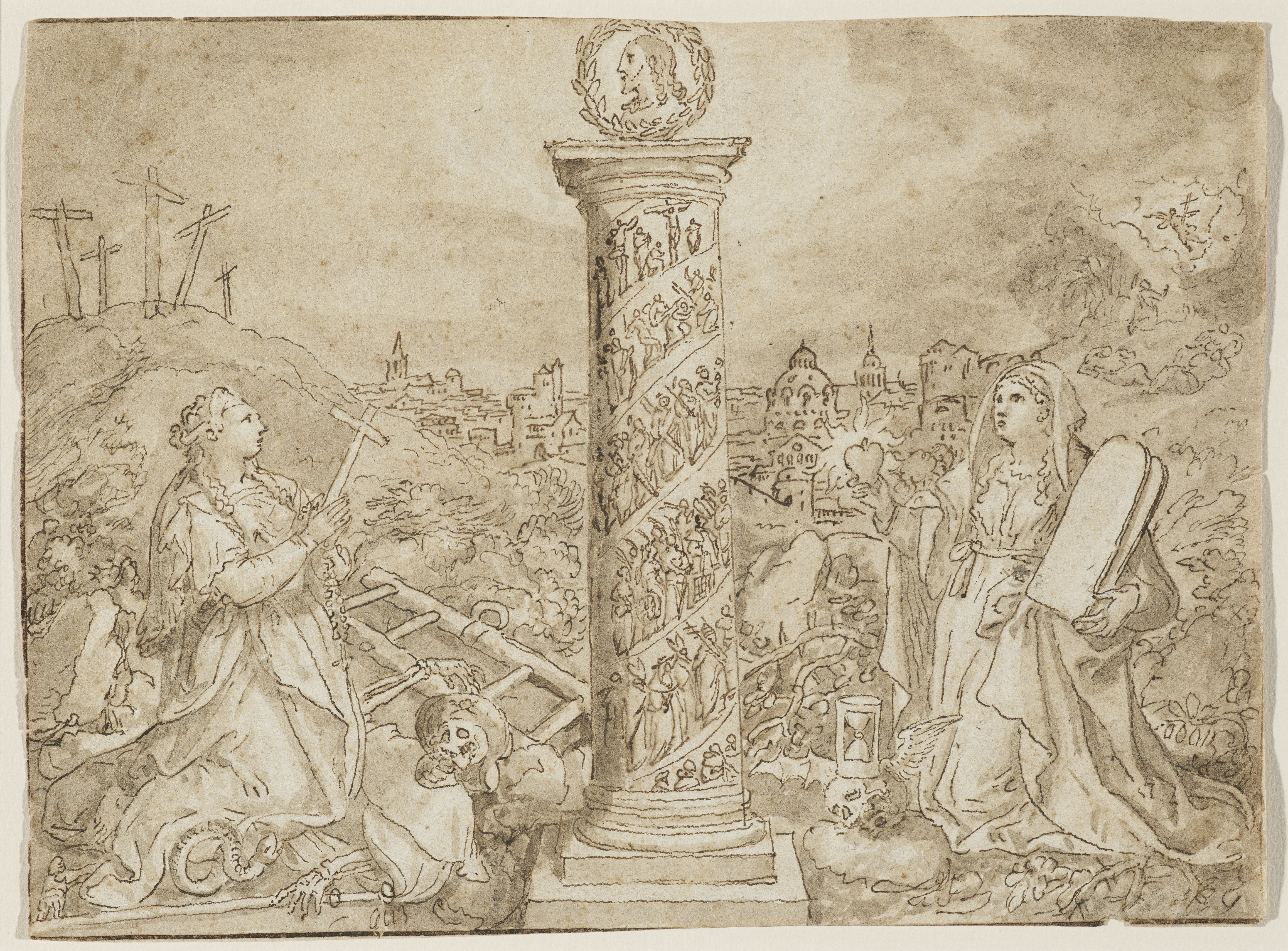
Ontwerp voor de titelpagina Trophaeum Vitae Solitariae
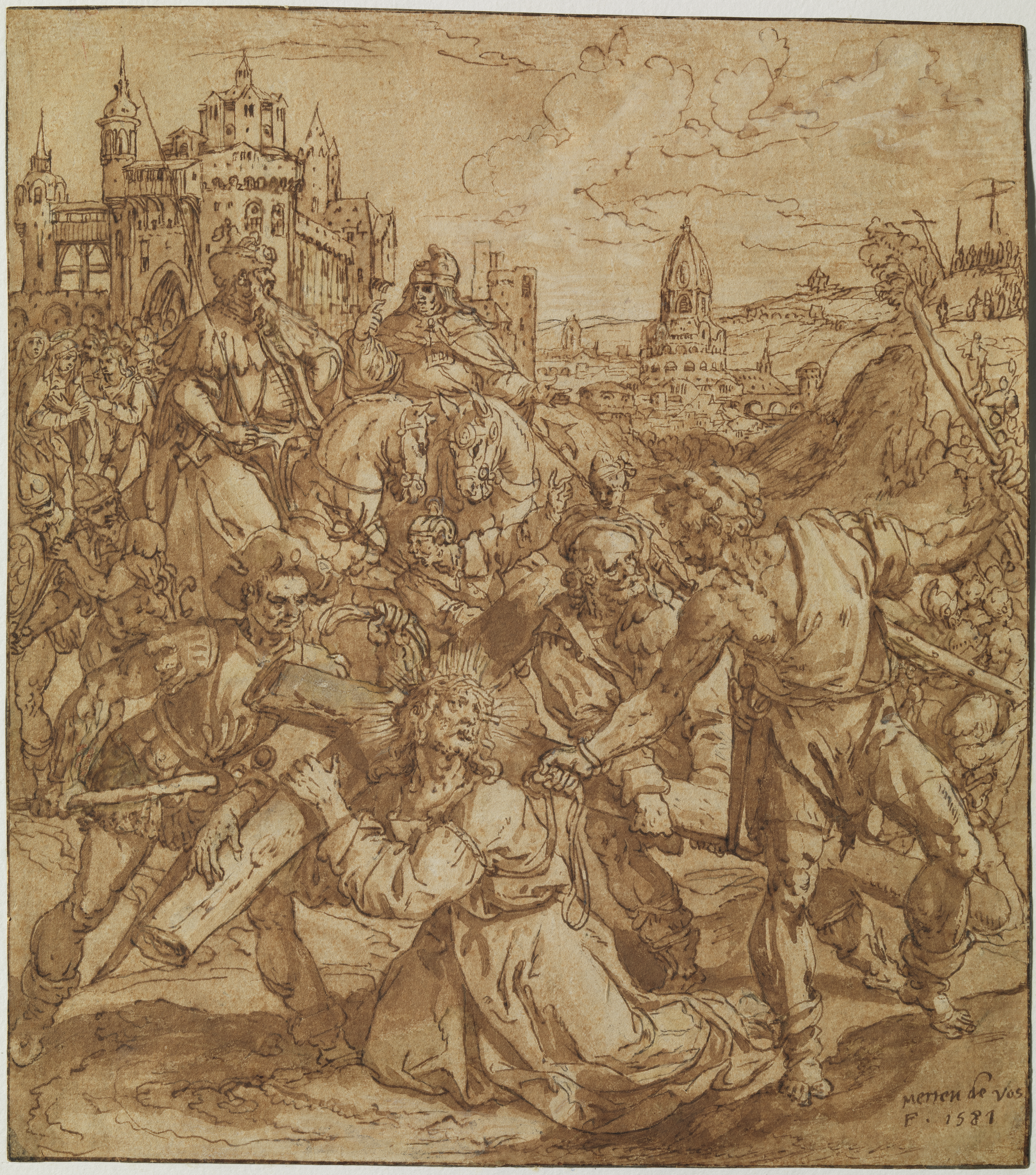
Maerten de Vos, Calvarie
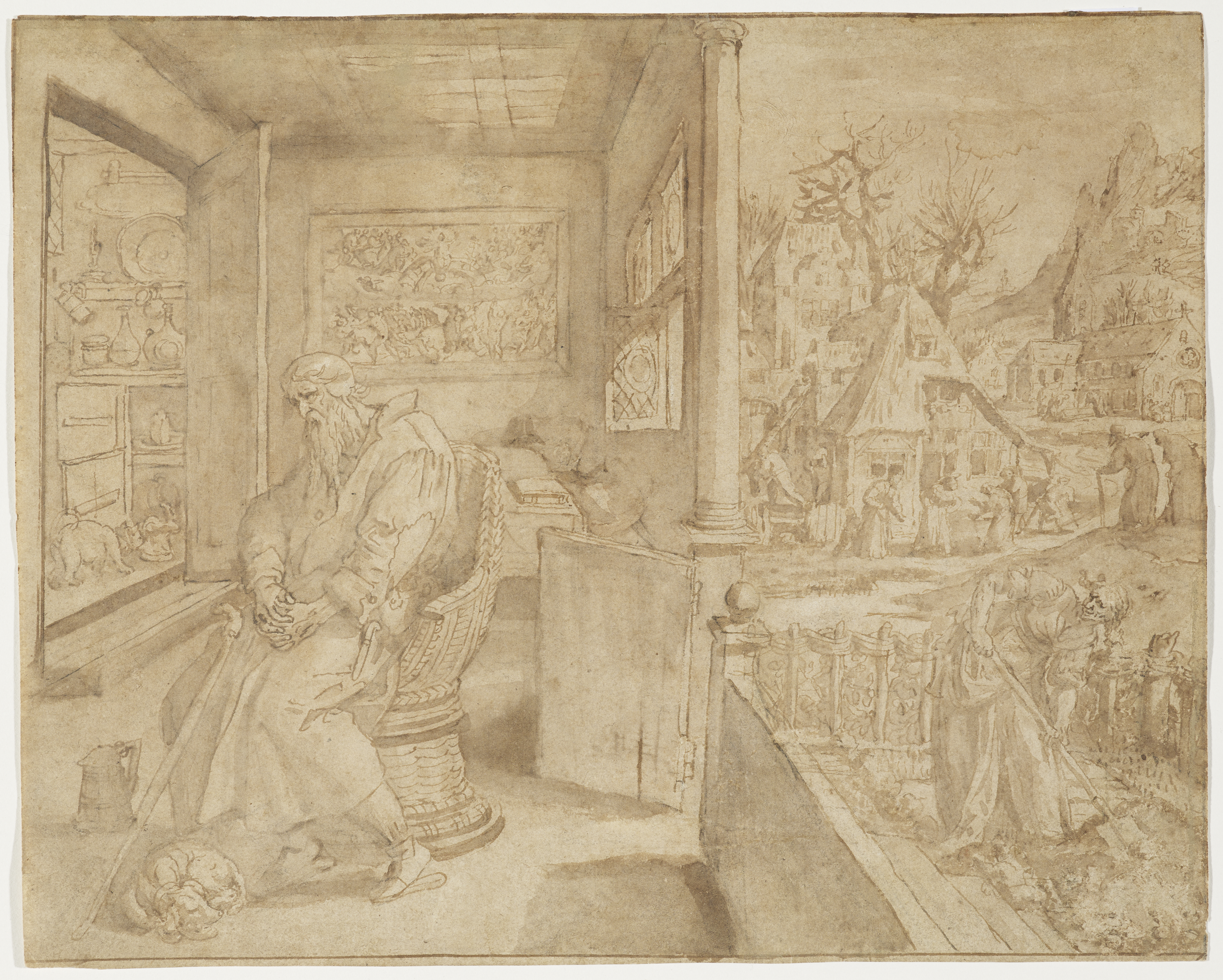
Kluizenaar in meditatie op een overdekt terras
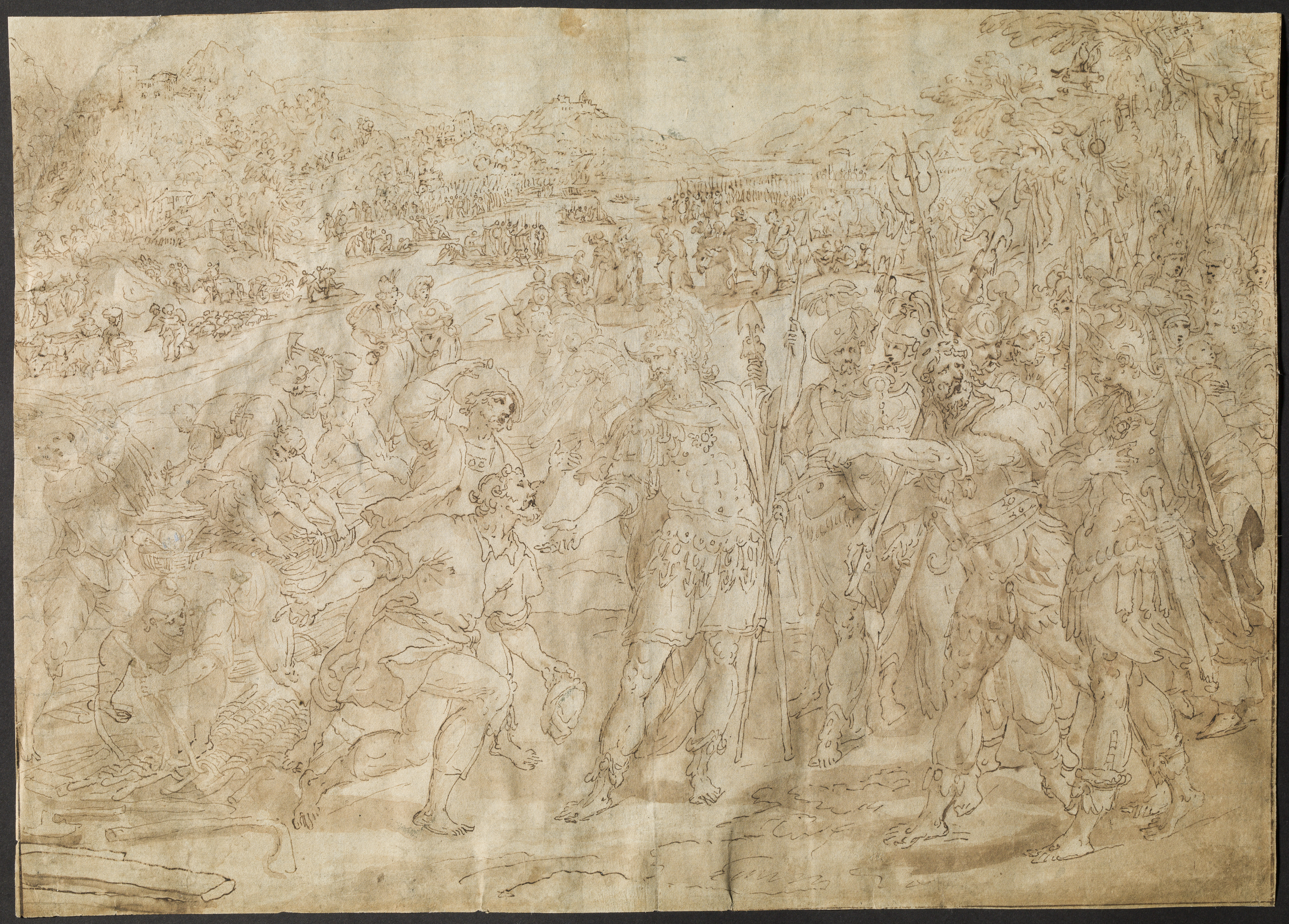
Scène uit het leven van Alexander de Grote

- Auckland Art Gallery Toi o Tāmaki: 895
- Bibsys: 1707990473866
- Biblioteca Nacional de España: XX1361876
- Bibliothèque nationale de France: cb12501482t (data)
- Biografisch Portaal: 14316658
- Catàleg d'autoritats de noms i títols de Catalunya: 981058520117206706
- Digitale Bibliotheek voor de Nederlandse Letteren: vos_140
- Gemeinsame Normdatei: 118643177
- International Standard Name Identifier: 0000 0001 2102 9361
- KulturNav: a71c7e85-f808-4406-b52d-2d85e5cdd9b5
- Library of Congress Control Number: n81032181
- National Gallery of Victoria: 5081
- Nationale Bibliotheek van Tsjechië: ola2011653748
- Nationale Bibliotheek van Israël: 987007273771205171
- Nationale Bibliotheek van Polen: a0000002702600
- Nationale en Universitaire bibliotheek Zagreb: 000593873
- Nederlandse Thesaurus van Auteursnamen: 071424628
- RKD-Nederlands Instituut voor Kunstgeschiedenis: 81917
- SNAC: w6fj31g6
- Système universitaire de documentation: 034238956
- Museum of New Zealand Te Papa Tongarewa: 2350
- Union List of Artist Names: 500029816
- Virtual International Authority File: 88877213
- WorldCat: E39PBJgXbPBTcq8PGHgyVJjcT3